# Рабочий (Ленинградская область)
Рабо́чий — посёлок в Свердловском городском поселении Всеволожского района Ленинградской области.

## История
Первое селение на месте будущего посёлка упомянуто ещё в Писцовой книге Водской пятины за 1500 год, это одна из двух деревень Валитово в Спасском Городенском погосте, та что располагалась у реки «Варвисть», так в XV веке называлась река Чёрная.
Ва́литово — топоним карельского происхождения, происходящий от слова «ва́лит» — карельский старейшина. Другая же деревня Валитово, располагалась на месте нынешнего посёлка Красная Заря.
Деревня была отмечена на шведских картах XVII века. Так на шведской карте Ингерманландии 1676 года, упоминается селение Lilla Wallitulla, она же селение Valkitula by на шведской карте 1704 года.
В XVIII веке Валитово приходит в упадок и селение в этом месте надолго исчезает с карт.
В 1747 году эти земли императрица Елизавета Петровна пожаловала своему духовнику протоиерею Ф. Я. Дубянскому, который устроил на берегу Невы мызу «Богословка» и небольшой парк.
В 1843 году у мызы появился новый хозяин — Н. В. Зиновьев, при котором на месте будущего Рабочего посёлка находился птичий двор.
Затем здесь был питомник, а в советские годы образовался небольшой хутор, в котором жили работники лесопарка и Невского парклесхоза, из него и вырос современный посёлок Рабочий.

Посёлок Рабочий — южная часть посёлка Красная Заря. 1939 год

«РАБОЧИЙ» — совхоз Ново-Саратовского сельсовета, 513 чел. (1939 год)

По данным 1966, 1973 и 1990 годов посёлок Рабочий также входил в состав Новосаратовского сельсовета.
В 1997 году в посёлке проживали 8 человек, в 2002 году — 3 человека (русских — 33%, белорусов — 66%), в 2007 году — 10.

## География
Находится в южной части района на автодороге 41К-078 (Санкт-Петербург — Всеволожск).
Расположен в 700 м от правого берега Невы, у поворота русла, называемого «Кривое колено», в Невском лесопарке, у верхнего пруда на реке Чёрной.
Расстояние до административного центра поселения — 10 км.

## Демография
| 1939 | 1997 | 2002 | 2007 | 2010 | 2017 |
| ---- | ---- | ---- | ---- | ---- | ---- |
| 513  | ↘8   | ↘3   | ↗10  | ↗30  | ↘3   |

Национальный состав
Согласно данным Всероссийской переписи населения 2021 года в посёлке проживали 9 человек, из них:
 русские — 5,  армяне — 3, один человек национальность не указал.